# Roger Guerrant
Roger Guerrant (27 septembre 1930, Saint-Pierre-en-Port - 11 mars 1977, Écretteville-sur-Mer), est un peintre cauchois.

## Son art
Roger Guerrant est né à Saint-Pierre-en-Port en pays de Caux où il passe toute son enfance. Fils de Terre-Neuvas, il revient souvent dans son village d'origine, même s'il habitait Écretteville-sur-Mer, où il avait son atelier. 
Il laisse derrière lui une œuvre gigantesque composée de variations sur ses thèmes de prédilection. 
L'art de Roger Guerrant est celui d'un homme libre. Obsédé par la peinture, il ne cesse de chercher l'inspiration au travers des paysages de Normandie, mais aussi du corps des femmes. Il se refuse à refaire le même tableau, affirmant d'ailleurs : « Ce que je sais déjà ne m’intéresse pas… ». 
Comme le résume Éric Baudet à l'occasion d'une exposition dans sa galerie en 2016, dans l’œuvre de Roger Guerrant « il y a des rues du Havre, les entrées des ports du Havre et de Fécamp, quelques natures mortes, des paysages du pays de Caux et des falaises ». Le peintre exerce sa pratique picturale en pleine nature, même sous la pluie et le vent. Il met sa spiritualité au service de ses œuvres qui sont souvent un mélange de jaune, d'ocre, de blanc ou encore de gris.
Il décède en 1977 à Écretteville-sur-Mer. Sur sa tombe se trouve un arbre renversé en bronze, sculpté par lui-même.

## Sa vie d'artiste
En 1945, création de ses premiers portraits au crayon.
En 1947, il rentre aux établissements Gallet au Havre, une entreprise de publicité pour laquelle il réalise des toiles. Il fréquente en même temps l'école des beaux-arts en cours du soir et devient l'ami de son directeur Albert Copieux.
Durant ces années, il est influencé par Raoul Dufy, dont il découvre les œuvres. Il fait aussi sa première exposition à Fécamp en 1950, puis au Salon d'automne des artistes havrais où il va exposer chaque année par la suite. Humaniste, il va exposer dans les usines du Havre (Mazeline, Renault) et il participe à la création de l'Union havraise des arts plastiques. Il continue d'exposer parmi les artistes-ouvriers et pour son groupe d'amis.
En 1956, c'est sa première exposition personnelle à la Galerie Hamon au Havre.
En 1959, il participe au Salon de la jeune peinture à Paris. 
En 1960, il commence à sculpter et reçoit le prix de la ville du Havre. Sa toile primée entre au musée d’art moderne André-Malraux, dirigé par le conservateur et peintre Reynold Arnould.
En 1967, il rencontre le sculpteur Gérard Voisin avec qui il nouera des liens d'amitiés. Cette rencontre lui permettra de « sortir » de son paysage natal, le pays de Caux.
En 1969, ce sont ses premiers écrits poétiques. La poésie a toujours été très présente dans sa vie, notamment au travers de René Char ou de Guillevic.
En 1972, il expose à la Maison de la Culture du Havre, rencontre avec les peintres John Christoforou et Bengt Lindström. 
En 1973, première exposition personnelle à Paris - Galerie Entremonde, et c'est à cette époque qu'il commence la série des dessins au stylo à bille. 
De manière générale, entre 1947 et sa mort en 1977, il n’arrêtera pas d'exposer.

## Hommages et expositions posthumes
De nombreuses expositions ont été organisées après sa mort et plusieurs musées possèdent aujourd'hui ses œuvres, principalement en Normandie (le Musée Malraux au Havre, mais aussi la ville de Fécamp). En 1993, il y eut par exemple une exposition au palais Bénédictine de Fécamp. 
Dès 1977, un hommage est rendu à Roger Guerrant au musée André-Malraux du Havre dans le cadre du 21e Salon de l’Union Havraise des Arts Plastiques. 
En 1998, une exposition, Falaises et rochers. De Delacroix à Dufy, est organisée au musée des Terre-Neuvas à Fécamp.
En 2010, les musées de Fécamp achètent une œuvre intitulée Le Quai Bérigny.
Aujourd'hui, la galerie Eric Baudet au Havre expose en permanence les œuvres de Roger Guerrant. Le peintre est aussi présent dans la galerie Danielle Bourdette Korkowski à Honfleur.
Liste de quelques-unes de ces expositions posthumes :
- 1977 (22 octobre-20 novembre) : 21e Salon de l’Union Havraise des Arts Plastiques, Hommage à R. Guerrant 1930-1977 : catalogue, carton d’invitation, affiche, correspondance, revue de presse[10].
- 1985 (9 mars-30 mars) : Exposition Roger Guerrant, Rétrospective : catalogue et carton d’invitation, photographies de l’exposition, correspondance, coupures de presse[11].
- 1993 (25 septembre-28 novembre) : Exposition au Musée du palais Bénédictine à Fécamp[4].
- 2011 (3 septembre - 15 octobre) : Exposition à la galerie Eric Baudet au Havre.
- 2016 (24 mars - 14 mai) : Les Guerrant retrouvés, exposition à la galerie Eric Baudet au Havre[12].

Plusieurs expositions sont déjà prévues pour les deux années à venir :
- 2017 : Exposition à la chapelle de Sainte-Hélène-Bondeville et sortie du film Roger Guerrant (réalisé par sa petite-fille Julie Ropars)
- 2018 (été) : Exposition à l'hôtel de ville de Rouen.

### Sur Roger Guerrant
- F. Vercier (dir.), Roger Guerrant. Peintures. Dessins. Écrits, Association des Amis de Roger Guerrant, 1985, 109 p. ; ill. en noir et en coul. ; 29 cm (Cf. sur le site du Centre Pompidou)
- Guerrant (Rouen, Centre d'art contemporain, 1er au 26 août ; Le Havre, Chapelle d'Ingouville, Galerie Hamon, 11 sept. au 8 oct. ; Sainte-Adresse, Espace Claude Monet, 9 au 21 déc.), 1992, Le Havre, France, Galerie Hamon, [40] p. ; ill. en noir et en coul. ; 21 cm. (Cf. sur le site du Centre Pompidou)
- Roger Guerrant : exposition, palais Bénédictine, Fécamp (Seine-Maritime), 25 septembre-28 novembre 1993, Palais Bénédictine. Fécamp (Seine-Maritime), 1993, 43 p., ill. en noir et en coul., 30 cm.

## Sources
- Archives de la famille Guerrant
- Archives du journal Paris Normandie
- Divers catalogues bibliographiques en ligne (Bibliothèque nationale de France ou encore Bibliothèque Malraux du Havre)